# Giorgio Celiberti
Giorgio Celiberti (Udine, 19 novembre 1929) è un pittore e scultore italiano.

## Biografia
Nasce a Udine nel 1929. Nel 1948 studia con Emilio Vedova e appena diciannovenne partecipa alla Biennale di Venezia del 1948.
Nei primi anni cinquanta si trasferisce a Parigi poi a Bruxelles grazie ad una borsa di studio del Ministero italiano della Pubblica Istruzione per poi trasferirsi a Londra nel 1957 per un anno per poi ritornare in patria.
Partecipa a molte collettive, tra cui si ricordano la partecipazione alla Esposizione internazionale d'arte di Venezia del 1948 con l'opera Ferrovia, del 1950 con l'opera Composizione, del 1954, del 1956 e quella del 150º anniversario dell'Unità d'Italia del 2011 presentato da Bruno Mauresing con l'opera l'arte non è cosa nostra. Vanta ben cinque partecipazioni alla Quadriennale di Roma tra il 1952 (VI edizione) e il 1973 (X edizione). Nell'ambito di questa manifestazione è tra i premiati della VII edizione del 1955-1956. Tra le varie mostre va ricordata quella della Nuova pittura italiana al Museo Kumakura in Giappone nonché molte altre mostre all'estero.
Nel 1963 una sua opera viene esposta alla mostra Contemporary Italian Paintings, allestita in alcune città australiane.
Nel 2003 vince il Premio Sulmona.
Molte sono le personali a lui dedicate in diverse istituzioni museali, quali quella al Palazzo dei Diamanti a Ferrara del 1989, al Grand Palais di Parigi del 1989, l'antologica al museo Villa Breda a Padova del 2005, quella del 2009-2010, per i suoi ottant'anni, al Museo Ebraico di Venezia, la mostra La passione e il corpo della storia realizzata tra il 2014 e il 2015 al Museo nazionale di Ravenna.